# Hammer Film Productions
Hammer Film Productions es una compañía cinematográfica inglesa fundada por sir James Carreras en 1934, célebre por la realización de una serie de filmes de terror gótico producidas entre los años 1955 y 1979.	
Esta productora se especializó en historias de ciencia ficción, suspense y terror, con la participación de actores del género como Christopher Lee y Peter Cushing.
La época de esplendor de la Hammer Productions se sitúa en los años 1960, donde realizó una serie de películas sobre Drácula, Frankenstein y la momia. Parte del éxito de la productora fue debido a la colaboración de la importante empresa estadounidense Warner Brothers.

## Historia
En 1934 el actor Will Hinds (quien como actor utilizaba el nombre de Will Hammer) fundó la Hammer Productions. Al año siguiente se unió al español Enrique Carreras (1880-1950), dueño de una cadena de cines, para originar la Exclusive Films, una empresa dedicada a la distribución de filmes. Durante los años 1930 la "primitiva" Hammer produjo algunas comedias y un filme de suspense titulado The mistery of the Mary Celeste, con Béla Lugosi. En los años '40 los negocios fueron mal y la Hammer dejó de producir durante la Guerra. Sin embargo, los hijos de los socios fundadores, Anthony Hinds (1922) y James Carreras (1909-1990), comenzaron a trabajar en la Exclusive, llegando a distribuir una cierta cantidad de películas de bajo presupuesto.
En 1945 James Carreras y su hijo Michael se quedaron con la distribuidora Exclusive. Dos años después, habiéndose decidido a encauzar hacia el terreno de los filmes de bajo presupuesto, la Hammer se convirtió en la "Hammer Film Production Limited", con James y Enrique Carreras y Will y Anthony Hinds como directores. Su primera película fue River Patrol (1948).
James Carreras adoptó una filosofía muy hollywoodiense desde el principio: producir películas rentables al menor costo posible. Para llevarla a cabo fijó un techo para los presupuestos de sus películas de 20.000 libras. Poco a poco Carreras se fue dando cuenta de que lo más rentable eran los filmes de suspense e intriga, los "thrillers", uno de cuyos primeros ejemplos fue Room to Let (1950).

## Las sagas de terror
El ciclo de horror de la Hammer comenzó con su film La maldición de Frankenstein (1956), dirigido por Terence Fisher. Dos años más tarde se inició la importante saga de Drácula con la participación de Christopher Lee como Drácula y Peter Cushing como Van Helsing.
El éxito de estos filmes fue tan abrumador que la compañía se dedicó casi exclusivamente a producir películas y sagas de terror gótico, continuando con The Revenge of Frankenstein (1958), La momia (1959), Las dos caras del Dr. Jekyll (1960).
Otra saga vampírica encarada por la productora fue la de Carmilla Karstein, la vampira de la obra homónima escrita por Sheridan Le Fanu y compuesta por tres partes: The Vampire Lovers (1970), Lust for a Vampire (1970) y Twins of Evil (1971).

## Las sagas de ciencia ficción
Aunque la producción de la Hammer en este género fue escasa, el primer éxito internacional de la productora fue El experimento del doctor Quatermass (1955), dirigido por Val Guest y basado en un guion de Nigel Kneale. Al año siguiente el estudio reincidiría con Quatermass 2. Pero el fabuloso éxito de La maldición de Frankenstein terminaría por opacar las buenas recaudaciones de ambos filmes. La Hammer concluiría la saga basada en el personaje de Nigel Kneale en 1967 con Quatermass and the Pit.

## Vuelta de la compañía
Recientemente, la compañía ha producido la versión estadounidense de Låt den rätte komma in (Déjame entrar), con el título en inglés Let Me In, estrenada en 2010 y dirigida por Matt Reeves, protagonizada por Chloe Moretz y Kodi Smit-McPhee.

## Principales directores
- Terence Fisher
- Val Guest
- John Gilling
- Roy Ward Baker
- Freddie Francis
- Seth Holt
- Anthony Bushell
- Michael Carreras
- Peter Sasdy
- Don Sharp
- Robert Day
- John Hough
- Alan Gibson

## Filmografía (parcial)
- 1935
  - Polly's two fathers
  - The public life of Henry The Ninth

- 1936
  - Musical Merrytones NO.1
  - The Mistery of the Mary Celeste
  - Song of freedom

- 1937	
  - The bank messenger mistery
  - Sporting love

- 1945	
  - Old father Thames

- 1946	
  - Candy's Calendar
  - Cornish holiday
  - An englishman's home
  - It's a dog's life
  - Peke's sold a pop
  - Perchance to sail
  - Skiffy goes to sea
  - Tiny wings
  - We do believe in ghosts

- 1947	
  - Birthplace of fame
  - Bred to stay 
  - Crime reporter
  - Death in high heels
  - Life is nothing without music
  - Material evidence
  - Paddy's milestone
  - What the stars foretell

- 1948	
  - Dick Barton, special agent
  - Dick Barton detective
  - The end of the bridge
  - Highland story
  - Emerald isle
  - Tale of a city
  - Who killed Van Loon

- 1949	
  - The adventures of p.c. 49
  - Celia - the sinister affair of poor aunt Nora
  - Dick Barton strikes back
  - Dr. Morelle - the case of the missing heiress
  - Jack of diamonds

- 1950	
  - Dick Barton at bay
  - The lady craved excitement
  - Monkey manners
  - Queer fish
  - Room to let
  - Someone at the door
  - What the butler saw

- 1951	
  - Black widow
  - A case for p.c. 49
  - Chase me Charlie
  - The dark light
  - To have and to hold
  - The rossiter case
  - Village of bray

- 1952	
  - Call of the land
  - Cloudburst
  - Death of an angel
  - Giselle
  - Lady in the fog
  - The last page
  - Made for laughs
  - Never look back
  - River ships
  - A stolen face
  - Whispering smith hits London
  - Wings of danger

- 1953	
  - Between two frontiers
  - Blood orange 
  - Cathedral city
  - A day in the country
  - The flanagan boy
  - Four-sided triangle
  - The gambler and the lady
  - Mantrap
  - The saint's return
  - Sky traders
  - Spaceways
  - Valley of peace
  - The world's smallest country

- 1954
  - Flace de music
  - Blood Orange
  - Life with the lions
  - The house across the lake
  - The stranger came home
  - Five days
  - 36 hours
  - Men of serwood forest
  - Mask of dust

- 1955
  - The lions in Paris
  - Break in the circle
  - Third party risk
  - Murder by proxy
  - Cyril Stapeton and the show band
  - The glass cage
  - The Erik Winstone Band Show
  - The quartermass experiment
  - The right person

- 1956
  - Just for you
  - A man on the beach
  - Parade of the bands
  - Erik Winstone's strage coatch
  - Woman without men
  - Copenhagen
  - X the unknown
  - Dick Turpin, highwayman

- 1994
  - Sangre y muerte: El legado del terror de Hammer

- 2008
  - Beyond the rave (solo por Internet)

- 2010
  - Let me in

- 2012
  - The woman in black

- 2023
  - Doctor Jekyll